# Ragnar Klavan
Ragnar Klavan (n. 30 octombrie 1985, Viljandi, RSS Estonă, URSS) este un fotbalist estonian retras din activitate, care a jucat pe post de fundaș lateral la echipe ca Augsburg, Heracles și AZ Alkmaar. Pe plan internațional, are prezențe la națională pentru Estonia și Estonia U21⁠(d). Este jucător de picior stâng, iar de-a lungul carierei a jucat și pe postul de fundaș dreapta.
Klavan a jucat pentru Elva, Tulevik și Flora din Estonia, câștigând Meistriliiga cu Flora în sezonul 2003. În 2005 ajunge în Olanda la Heracles Almelo și AZ, cu care a câștigat Eredivisie în sezonul 2008-2009. În 2012 a fost transferat de FC Augsburg și a petrecut patru sezoane în Bundesliga. A fost cumpărat de Liverpool în 2016 pentru 5 milioane de euro. În 2018, Klavan a fost cumpărat de Cagliari cu 2 milioane de lire sterline.
Klavan și-a făcut debutul la naționala mare a Estoniei în 2003 și a devenit căpitan al echipei în 2012. În 2015, el a devenit cel de-al nouălea jucător care a jucat 100 de meciuri pentru Estonia și este în prezent cel de-al cincilea jucător ca număr de selecții din istoria naționalei sale. Klavan a câștigat premiul pentru „cel mai bun fotbalist estonian” de de șase ori, în 2012, 2014, 2015, 2016, 2017 și 2018, stabilind un record.

## Primii ani
Klavan s-a născut la 30 octombrie 1985 în Viljandi, Estonia avându-i ca părinți pe Tiina și Dzintar Klavan. Tatăl său a fost și el fotbalist profesionist, care a jucat pe postul de mijlocaș pentru echipa națională a Estoniei. Klavan a încercat să meargă pe urmele tatălui său, începând să joace fotbal ca mijlocaș; avea să afirme ulterior că cel care l-a inspirat să devină fotbalist a fost Zinedine Zidane.

## Cariera pe echipe

### Tulevik
Klavan a început să joace pentru echipa locală Tulevik. El a debutat în Esiliiga pe 8 aprilie 2001, jucând pentru echipa a doua a lui Tulevik, Elva, meci în care a marcat golul victoriei acasă împotriva lui Sillamäe Kalev într-un meci terminat cu scorul de 2-1. A fost luat înapoi la prima echipă în 2002 și a debutat în Meistriliiga la 31 martie 2002, la vârsta de 16 ani, într-o remiză fără goluri împotriva lui Levadia. În timp ce juca pentru Tulevik, Klavan a dat probe pentru  Sunderland, dar nu i s-a oferit vreun contract.

### Flora
În iulie 2003, Klavan a semnat un contract cu clubul estonian Flora din Meistriliiga. El a debutat pentru club la 11 iulie 2003, intrând pe teren în minutul 67 și înscriind în minutul 85 golul de 4-4 al meciului încheiat la egalitate împotriva lui TVMK. La Flora, Klavan a câștigat Meistriliiga în sezonul 2003.

#### Vålerenga (împrumut)
Pe 31 august 2004, Klavan a fost împrumutat la Vålerenga timp de trei luni pentru suma de 300.000 NOK, cu opțiunea de a-l achiziționa permanent pentru suma de 500.000 de euro la sfârșitul perioadei de împrumut. El a debutat în Tippeligaen pe 19 septembrie 2004, intrând în minutul 86 al victoriei cu 4-1 cu Molde. Klavan a mai jucat un meci, după care a fost lăsat pe banca de rezerve. Pe data de 19 noiembrie 2004, împrumutul său a fost prelungit pentru încă un an până la 30 noiembrie 2005.

### Heracles Almelo
La 4 august 2005, Klavan a semnat un contract pe trei ani cu clubul de Eredivisie Heracles Almelo pentru suma de 200.000 €. El a debutat în Eredivisie pe 13 august 2005, într-o remiză scor 1-1 împotriva lui PSV. Klavan a marcat primul său gol pe Eredivisie la 31 decembrie 2006, într-o remiză scor 2-2 împotriva lui Vitesse și a dat o pasă de gol în meciul cu Everton. A marcat al doilea gol pe 24 august 2007, într-o înfrângere cu 1-2 cu Roda JC. 30 octombrie 2007, Klavan a câștigat cu 3-0 cu FC Omniworld în a treia rundă a Cupei KNVB. La 29 decembrie 2007, Klavan a semnat un nou contract cu Heracles până la 30 iunie 2009. La 20 aprilie 2008, a marcat singurul gol al partidei pierdute cu 1-5 în fața lui Ajax în ultimul meci al sezonului 2007-2008. În meciul de deschidere al sezonului 2008-2009, pe 31 august 2008, Klavan i-a dat o pasă de gol lui Darl Douglas și a marcat al doilea gol într-o victorie cu 3-1 cu Feyenoord.

### AZ

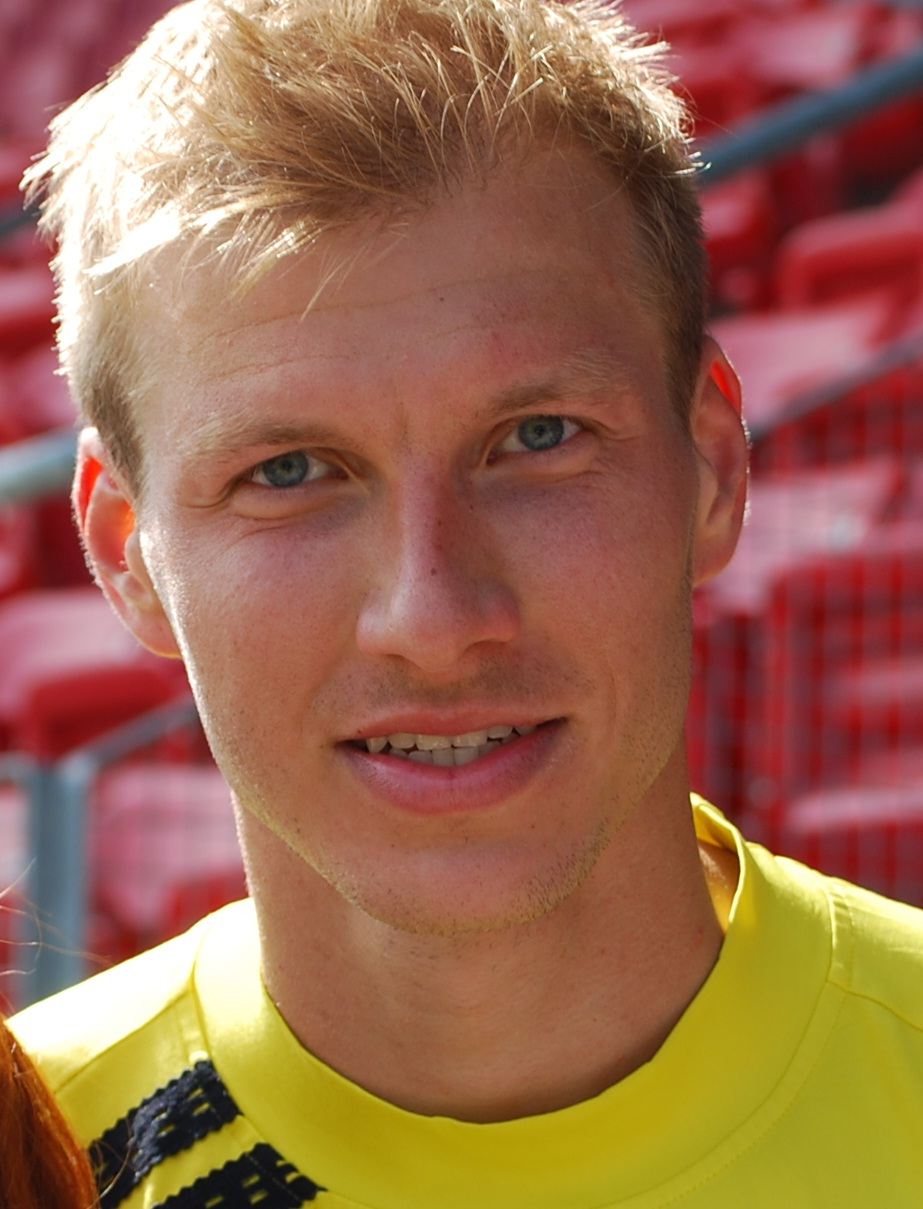
Klavan la AZ în 2011

Pe 27 ianuarie 2009, Klavan a ajuns la echipa AZ, fiind împrumutat până la sfârșitul sezonului 2008-2009, cu o opțiune de cumpărare permanentă. El și-a făcut debutul pentru club la 4 februarie 2009, într-o victorie cu 1-0 cu Roda JC, când a intrat în minutul 60 al partidei în locul lui  Kees Luijckx. Pe 14 februarie, Klavan a semnat un contract pe patru ani cu AZ valabil până în iunie 2013. Klavan a câștigat campionatul cu AZ în sezonul 2008-2009.
Pe 29 septembrie 2009, Klavan a devenit primul estonian care a jucat în faza grupelor Ligii Campionilor, când a fost înlocuit cu Sébastien Pocognoli, în minutul 82, într-un meci încheiat la egalitate, scor 1-1 împotriva lui Standard Liège. A jucat mai puțin sub conducerea lui Ronald Koeman și Dick Advocaat, jucând în doar 11 meciuri în sezonul 2009-2010, sezon după care a devenit titular de drept sub comanda antrenorului Gertjan Verbeek. La 29 iulie 2010, Klavan a marcat primul său gol pentru AZ într-o victorie de  acasă scor 2-0 împotriva lui IFK Göteborg în a treia rundă de calificare în UEFA Europa League. A marcat al treilea gol într-o victorie cu 3-0 de pe teren propriu cu FC Eindhoven, pe 10 noiembrie 2010, în runda a patra a Cupei KNVB. La 27 octombrie 2011, Klavan a marcat al doilea gol al partidei în victoria cu 3-2 obținută în prelungiri împotriva lui FC Dordrecht în a treia rundă a Cupei KNVB.

### FC Augsburg
Pe 2 iulie 2012, Klavan a semnat un contract pe doi ani cu clubul german FC Augsburg, cu suma de transfer fiind secretă. El a debutat în Bundesliga pe 14 septembrie 2012, când a intrat în minutul 67 în locul lui Matthias Ostrzolek într-o remiză scor 0-0 împotriva lui VfL Wolfsburg. Klavan a devenit în curând titular, fiind prima alegere de fundaș alături de Jan-Ingwer Callsen-Bracker. A marcat primul său gol în Bundesliga pe 1 martie 2014, într-o remiză scor 1-1 împotriva lui Hanovra 96. Pe 10 mai 2014, Klavan a înscris într-o victorie acasă, scor 2-1 cuEintracht Frankfurt.
La 8 februarie 2015, Klavan a marcat primul gol al remizei scor 2-2 împotrivalui Eintracht Frankfurt. Șase zile mai târziu, a marcat în meciul pierdut în deplasare cu 2-2 în fața lui Werder Bremen. Klavan a fost integralist în toate partidele din sezonul 2014-2015, când FC Augsburg a terminat pe locul cinci în campionat, cea mai înaltă poziție din istorie, obținând astfel dreptul de a juca în  Europa League 2015-2016.

### Liverpool

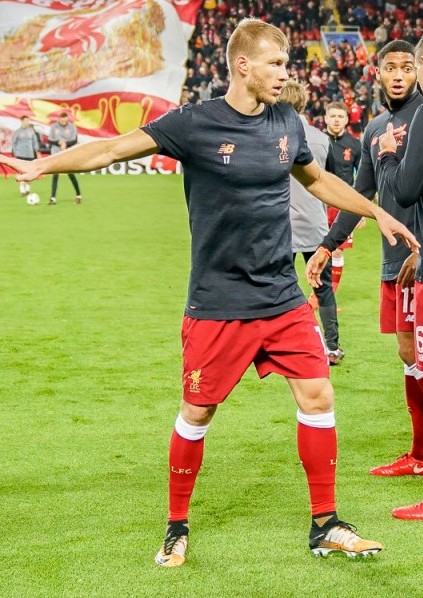
Klavan încălzindu-se la Liverpool în 2017

La 20 iulie 2016, Klavan a semnat un contract pe trei ani cu clubul Premier League Liverpool pentru suma de 4,2 milioane de lire sterline (5 milioane de euro). Suma de transfer de 5  milioane de euro l-a făcut cel mai scump fotbalist eston vreodată. Clubul a confirmat că va purta tricoul numărul 17.
Klavan a debutat în Premier League pe 14 august 2016, într-o victorie în deplasare scor 4-3 cu Arsenal pe Stadionul Emirates. El a înscris primul gol pentru Liverpool pe 20 septembrie 2016, într-o victorie cu 3-0 în deplasare cu Derby County în a treia rundă a Cupei EFL. La 19 decembrie 2016, Klavan a fost numit om al meciului pentru performanța sa din victoria cu 1-0 a lui Liverpool în derbiul cu Everton de la Goodison Park.
La 1 ianuarie 2018, Klavan a devenit primul jucător estonian care a înscris în Premier League când a marcat golul victoriei în minutul 4 al prelungirilor, într-un meci cu Burnley, scor 2-1. El a jucat opt meciuri în Liga Campionilor UEFA 2017-2018 și a fost rezervă neutilizată în înfrângerea suferită în fața lui Real Madrid în finala turneului, scor 1-3.

### Cagliari
La 17 august 2018, Klavan a semnat un contract pe doi ani cu clubul italian Cagliari, care l-a cumpărat pentru 2 milioane de lire sterline. El a debutat în Serie A pe 26 august, cu o remiză scor 2-2 cu Sassuolo.

## Cariera la națională
Klavan a fost pentru prima dată convocat la o națională de tineret în 1999, la echipa Estoniei sub 15 ani. El a reprezentat, de asemenea, Estonia la categoriile de vârstă sub 17 ani, sub 18 ani, sub 20 ani și sub 21 de ani, strângând în total 22 de selecții.
Klavan și-a făcut debutul la naționala mare pentru Estonia la 3 iulie 2003, la vârsta de 17 ani, în înfrângerea cu 1-5 cu Lituania la Cupa Baltică din 2003. El a marcat primul gol la națională pe 31 mai 2006, într-o remiză scor 1-1 împotriva Noii Zeelande într-un meci amical. Klavan a jucat cel de-al 50-lea meci la națională pe data de 11 octombrie 2008, într-o înfrângere scor 0-3 în Spania într-un meci de calificare pentru Campionatul Mondial din 2010. A jucat în ambele meciuri împotriva Irlandei în play-off-ul Campionatului European din 2012, în care Estonia a pierdut cu 1-5 la general.
La 29 februarie 2012, Klavan a fost pentru prima dată căpitanul Estoniei  și a marcat într-un amical câștigat în fața Salvadorului cu 2-0. În 2012, a fost numit permanent căpitan al Estoniei după retragerea lui Raio Piiroja. La 27 martie 2015, Klavan a atins cea de-a 100-a selecție pentru Estonia, într-un meci din deplasare pierdut în fața Elveției cu scorul de 0-3 într-un meci de calificare la Campionatul European din 2016. Klavan a fost numit Fotbalistul Estonian al anului de șase ori, fiind jucătorul cu cele mai multe astfel de premii, pre care le-a primit în 2012, 2014, 2015, 2016, 2017 și 2018.

## Viața personală
Klavan și soția sa, Lili Orel, s-au căsătorit la 10 iunie 2011. Are doi fii: Romer și Ronan.
În mai 2016, Klavan a devenit președinte al clubului de fotbal estonian Tallinna Kalev.